# Freddy Ferragut
Freddy Alexander Ferragut González (n. Santiago, Chile, 2 de septiembre de 1974) es un exfutbolista y actual entrenador de fútbol chileno. Jugaba de mediocampista y militó en diversos clubes de Chile y México. Tuvo pasos por Colo-Colo, club donde se inició como jugador.

## Clubes

### Como jugador
| Club                  | País   | Año       |
| --------------------- | ------ | --------- |
| Colo-Colo             | Chile  | 1992-1995 |
| → Magallanes (cedido) | Chile  | 1993      |
| Santiago Wanderers    | Chile  | 1996      |
| Real Zacatecas        | México | 1996-1999 |
| Colo-Colo             | Chile  | 1999-2000 |
| Deportes Melipilla    | Chile  | 2003-2005 |

### Como entrenador
| Club               | País  | Año       |
| ------------------ | ----- | --------- |
| Municipal Santiago | Chile | 2017      |
| Pilmahue           | Chile | 2017-2018 |
| San Antonio Unido  | Chile | 2018      |
| San Antonio Unido  | Chile | 2019      |
| Pilmahue           | Chile | 2021-2022 |

## Palmarés

### Campeonatos nacionales
| Título     | Club      | País  | Año  |
| ---------- | --------- | ----- | ---- |
| Copa Chile | Colo-Colo | Chile | 1994 |